# Psaliodes detractata
Psaliodes detractata là một loài bướm đêm trong họ Geometridae.